# لغزش (مخابرات)
در الکترونیک و مخابرات، لغزش یا جیتر (به انگلیسی: jitter) یا لرزش انحراف از تناوب صحیح یک سیگنال احتمالاً متناوب است (معمولاً در رابطه با یک سیگنال ساعت مرجع) است. در کاربردهای بازیابی کِلاک به آن لغزش زمانی می‌گویند. در طراحی تقریباً همه پیوندهای ارتباطی جیتر یک عامل مهم و معمولاً نامطلوب به حساب می‌آید.
جیتر را می‌توان با همان عباراتی که برای همه سیگنال‌های متغیر با زمان استفاده می‌شوند، ارزیابی کرد، مثلاً ریشه میانگین مربع (RMS)، یا جابجایی قله-به-قله یا حتی برحسب چگالی طیفی بیان کرد.
دورهٔ لغزش فاصله بین دو برابر حداکثر اثر (یا حداقل اثر) یک مشخصه سیگنال است که به‌طور منظم با زمان تغییر می‌کند. فرکانس جیتر، به بیانی که بیشتر نقل می‌شود، وارون دورهٔ لغزش است. استاندارد ITU-T G.810 فرکانس‌های لغزش زیر ۱۰ هرتز را کُندلغزش یا سرگردانی (به انگلیسی: wander) و فرکانس‌های ۱۰ هرتز یا بالاتر را تخت عنوان لغزش طبقه‌بندی می‌کند.
لغزش ممکن است در اثر تداخل الکترومغناطیسی و هم‌شنوی با حامل‌های سیگنال‌های دیگر ایجاد شود. جیتر می‌تواند باعث سوسوزدن (به انگلیسی: flicker) صفحه‌نمایش نمایشگر شود، بر عملکرد پردازنده‌ها در رایانه‌های شخصی تأثیر بگذارد، صداهای تیک‌دار یا سایر اثرات نامطلوب را در سیگنال‌های صوتی ایجاد کند و باعث از بین رفتن داده‌های ارسال شده بین دستگاه‌های شبکه شود. میزان قابل تحمل لغزش بستگی به کاربرد تحت تأثیر قرار گرفته دارد.

## معیارها
برای لغزش کلاک، سه معیار رایج وجود دارد:
لغزش مطلق
تفاوت مطلق در موقعیت لبه‌های کلاک؛ دقیقاً از جایی که در حال ایده‌آل باید قرار داشته باشد.
خطای فاصله زمانی حداکثر (MTIE)
حداکثر خطای مرتکب شده توسط کلاک تحت آزمایش در اندازه‌گیری یک بازه زمانی برای یک دوره زمانی معین.
لغزش متناوب (لغزش دوره‌ای)
تفاوت بین هر دوره کلاک و دوره ساعت ایده‌آل یا متوسط. اهمیت لغزش دوره‌ای در مدارهای سنکرون بیشتر می‌شود؛ مثل ماشین‌های حالت دیجیتال که عملکرد بدون خطای مدار محدود به کوتاه‌ترین دوره ساعت می‌شود.
لغزش چرخه-به-چرخه
تفاوت در مدت زمان هر دو دوره ساعت مجاور. این موضوع می‌تواند برای برخی از انواع مدارهای تولید ساعت مورد استفاده در ریزپردازنده‌ها و رابط‌های RAM مهم باشد.
معمولاً در مخابرات، یکاهایی که برای انواع لغزش اشاره شده در بالا استفاده می‌شود بازهٔ یکه (UI) است که کمیت‌های لغزش را برحسب کسری از دورهٔ یکای انتقال محاسبه می‌کند. این یکا از آن جهت مفید است که با تغییرات فرکانس ساعت مقیاس می‌شود و بنابراین امکان مقایسه میان‌هابندهای (به انگلیسی: interconnect) نسبتاً کُند (مانند T1) را با پیوندهای اصلی مازه اینترنت پُرسرعت (مانند OC-192) فراهم می‌کند. یکاهای مطلق مانند پیکوثانیه بیشتر در کاربردهای ریزپردازنده رایج هستند. درکنار این یکاها، از یکاهای درجه و رادیان نیز استفاده می‌شود.

در توزیع نرمال، یک واحد انحراف استاندارد از میانگین (آبی تیره) حدود ۶۸ درصد از مجموعه را تشکیل می‌دهد، در حالی که دو انحراف استاندارد از میانگین (آبی تیره و متوسط) حدود ۹۵ درصد و سه انحراف استاندارد (آبی روشن، متوسط، و تیره) حدود ۹۹٫۷٪ را تشکیل می‌دهند.

## انواع
یکی از تفاوت‌های اصلی بین لغزش تصادفی و تعینی این است که لغزش تعینی محدود است و لغزش تصادفی نامحدود است.

### لغزش تصادفی
لغزش تصادفی که به آن لغزش گاوسی نیز می‌گویند، نویز زمان‌زماندار الکترونیکی غیرقابل‌پیش‌بینی است. لغزش تصادفی به دلیل اثر پذیری نویز حرارتی در مدار الکتریکی معمولاً از توزیع نرمال پیروی می‌کند.

### لغزش تعینی
لغزش تعینی نوعی لغزش ساعت یا سیگنال داده‌است که قابل پیش‌بینی و تکرار است. مقدار قله-به-قله این لغزش محدود است و آنها را می‌توان به راحتی مشاهده و پیش‌بینی کرد. لغزش تعینی دارای یک توزیع شناخته‌شده غیرنرمال است. لغزش تعینی می‌تواند با جریان داده (جیتر وابسته به داده) همبسته یا ‌ناهمبسته با جریان داده (لغزش ناهمبسته محدودشده) باشد. نمونه‌هایی از جیتر وابسته به داده عبارتند از جیتر وابسته به چرخه-کار (همچنین به عنوان اعوجاج چرخه-کارکرد (به انگلیسی: duty-cycle distortion) شناخته می‌شود) و تداخل بین‌نمادی.

### لغزش کل
| n   | BER   |
| --- | ----- |
| ۶٫۴ | 10-10 |
| ۶٫۷ | 10-11 |
| ۷   | 10-12 |
| ۷٫۳ | 10-13 |
| ۷٫۶ | 10-14 |

(T) ترکیبی از لغزش تصادفی (R) و لغزش قطعی (D) است و با توجه به نرخ خطای بیت مورد نیاز (اختصاری بی‌ئی‌آر) برای سیستم محاسبه می‌شود:
T = Dpeak-to-peak + 2nRrms
که در آن مقدار n بر اساس بی‌ئی‌آر مورد نیاز پیوند است.
مقدار بی‌ئی‌آر رایج مورد استفاده در استانداردهای مخابراتی مانند اترنت، ۱۲-۱۰ است.

## مطالعه بیشتر
- Li, Mike P. Jitter و تأیید یکپارچگی سیگنال برای I/Oهای همزمان و ناهمزمان با سرعت چندگانه تا ۱۰ گیگاهرتز/گیگابیت بر ثانیه. ارائه شده در کنفرانس بین‌المللی آزمون ۲۰۰۸.
- لی، مایک پی. یک روش جدید طبقه‌بندی جیتر بر اساس مکانیسم‌های آماری، فیزیکی و طیف‌سنجی. ارائه شده در DesignCon 2009.
- لیو، هوی، هونگ شی، شیائوونگ جیانگ و ژه لی. پیش از درایور PDN SSN, OPD، رمزگذاری داده، و تأثیر آنها بر SSJ. ارائه شده در کنفرانس قطعات و فناوری الکترونیک ۲۰۰۹.
- 978-0-89006-248-7
- زمک، ایلیا. SOC-System Jitter Resonance و تأثیر آن بر رویکرد رایج به امپدانس PDN. ارائه شده در کنفرانس بین‌المللی آزمون ۲۰۰۸.